# Akonolinga
Akonolinga es una comuna camerunesa perteneciente al departamento de Nyong-et-Mfoumou de la región del Centro.
En 2005 tiene 47 561 habitantes, de los que 19 282 viven en la capital comunal homónima.
Se ubica sobre la carretera D33 a orillas del río Nyong, unos 70 km al este de la capital nacional Yaundé.

## Localidades
Comprende, además de la ciudad de Akonolinga, las siguientes localidades:
- Ababa
- Abam
- Abem
- Afem
- Akoua
- Akoua
- Alangana
- Amak
- Andom
- Andom
- Assom
- Athé
- Biba
- Bidjong-Kane
- Bitsok
- Biyoka
- Bondi
- Bong
- Djoudjoua
- Ebanda
- Ebena
- Eboa
- Ebodoumou
- Ebolowa
- Edouma
- Efogo
- Efoulan
- Ekougou
- Ekougou II
- Ekoumdoum
- Ekoundou
- Elombo
- Eloum
- Emvane
- Emvong-Nen
- Emvong-To'o
- Essi
- Eyangap
- Eyangap
- Eyeh
- Fang-Sso
- Kamba
- Kane
- Kondane
- Koum
- Koundissong
- Kpwen
- Leh
- Loum
- Mbaka'a
- Mbaldjap
- Mbang
- Mbega
- Mbili
- Mebang
- Medjap
- Medjek
- Medoumou
- Meka'a
- Mekomo
- Mekong
- Mekoung
- Melane
- Mengana-Sso
- Mengueme-Sy
- Metondok
- Meyek
- Meyos
- Meyos
- Meza
- Mfan Ebe
- Mingueme
- Minlop
- Mvan
- Mvombo
- Ndibi
- Ndibidjeng
- Ndjong Medjap
- Ngalla
- Nganga
- Ngollé
- Ngoubou
- Ngoulemekong
- Nkang-Assé
- Nkanghkombo
- Nko
- Nkobiba
- Nkoldja'a
- Nlobolé
- Ntonga
- Nvan Mvong Nyengue
- Nyamoumou
- Poum-Poum
- Sololo
- Sso
- Tanga
- Tomba
- Yeme Yeme
- Zalom